# Богданов, Сергей Дмитриевич
Серге́й Дми́триевич Богда́нов (род. 11 марта 1977) — российский футболист, нападающий.

## Карьера
С 1994 по 1996 год выступал за «Кубань», сыграл 20 матчей и забил 1 гол, кроме того, провёл 29 игр и забил 13 мячей за «Кубань-д» в Третьей лиге. Сезон 1997 года провёл в «Лада», сыграл в 14 матчах команды.
Сезон 1998 года начал в «Анапе», в 16 играх отличился 8 раз, после чего пополнил ряды красноярского «Металлурга», где выступал до 1999 года, проведя за это время 38 встреч и забив 16 голов. Затем поехал в Германию, где играл за «Викторию» из Кёльна.
Сезон 2002 года провёл в ижевском клубе «Газовик-Газпром», в 18 матчах забил 3 мяча. В начале 2003 года уехал в Казахстан, где сыграл 11 встреч и забил 3 гола в чемпионате Казахстана за костанайский «Тобол», после чего перешёл в «Славянск», где и доиграл сезон, проведя 13 матчей и забив 5 мячей.
Сезон 2004 года провёл в «Уралане», в 13 играх забил 2 гола. В 2005 году перешёл в «Амур», в составе которого сыграл 33 матча и забил 3 мяча.
С 2006 по 2007 год выступал в Высшей лиге Беларуси за витебский «Локомотив», сыграл 22 встречи, забил 3 гола. В июле 2007 года вернулся в «Амур», за который провёл 15 матчей и забил 6 мячей.
Летом 2008 года перешёл в «Горняк» из города Учалы, сыграл 15 встреч, забил 7 голов. Сезон 2009 года провёл в вологодском «Динамо», в составе которого принял участие в 31 матче и забил 5 мячей в первенстве, и ещё 1 игру провёл в Кубке России.
В начале 2010 года был на просмотре в клубе «Смена».

## Достижения
- Победитель зоны «Восток» Второго дивизиона: 1998
- Серебряный призёр Второго дивизиона (2): 1995 (зона «Запад»), 2007 (зона «Восток»)